# Heraldo de Aragón
L'Heraldo de Aragón és un diari espanyol fundat a Saragossa el 1895 per Luis Montestruc Rubio. És un diari d'informació generalista, però centrat especialment a Aragó.
El periòdic va ser fundat a Saragossa a la fi del segle xix (el seu primer número es va publicar el 20 de setembre de 1895) pel periodista Luis Montestruc (1868-1897), que moriria dos anys després, després d'haver acudit a Antonio Motos Martínez (1862-1923) per salvar els inicials problemes econòmics del diari. Sent Motos propietari, és amb José Valenzuela La Rosa (1878-1957) com a director quan s'aconsegueix consolidar el diari.
El 1909 es constitueix en societat anònima, sent nomenat director gerent Antonio Mompeón Motos (1881-1940), nebot de l'anterior propietari, qui portaria la direcció de l'empresa durant 31 anys fins que va morir. Després d'una sèrie de direccions de menor durada, el 1952 és nomenat director Antonio Bruned Mompeón (1930-2001), que aconsegueix treure al periòdic de la difícil situació en què estava, aconseguint fer-se de nou amb el lideratge de la premsa a Aragó.
El 1991 mor el conseller-delegat Antonio de Yarza Mompeón (1943-1991), sent substituït en el Consell d'Administració fins per la seva germana Pilar de Yarza Mompeón. L'any 2000, el desacord entre les famílies Yarza i Bruned, culmina amb la sortida del grup dels Bruned i d'altres accionistes minoritaris. La família Yarza es fa amb el 70% de l'accionariat del diari, amb el 30% restant en mans d'IberCaja. Aquest mateix any, Antonio Bruned Mompeón, que moriria l'any següent, cessa com a director del diari.

## Dates significatives[2]
- 1895: S'inicia la publicació del diari, amb dues edicions diaries.
- 1936-1939: El diari aconsegueix mantenir la publicació durant la Guerra Civil Espanyola.
- 1984-1987: Es publica el "Heraldo del Lunes", substituint a la tradicional "Hoja del Lunes" que s'editava els dilluns, dia de descans de la resta de diaris.
- 1988: Nou format, tipografia i seccions temàtiques.
- 1992: Comença a publicar-se el Heraldo de Huesca, inclòs en el Heraldo de Aragón.
- 1995: Celebració del centenari i inici de l'edició digital.[4]
- 1997: S'incorpora al grup el diari sorià Siete Días, que passa a anomenar-se Heraldo Soria. Es posa en marxa una nova rotativa del tipus "shaftless".[5]
- 2004: S'inicia la distribució del Diari Més, publicació gratuïta en català distribuïda de dilluns a divendres al Camp de Tarragona, Baix Penedès i Andorra.[6] La capçalera de la Costa Daurada es va unir a la de Tarragona i Reus l'any 2008.[cal citació] Publicació coparticipada amb el Diari Segre.
- 2005: Comença la publicació de la revista bimensual "La magia de viajar por Aragón".[7]
- 2015: 120 aniversari amb l'edició del llibre Heraldo, 120 años de historia.[cal citació]
- 2015: El grup Heraldo adquireix el diari de distribució gratuïta 20 minutos.[8]

## Directors
- 1895-1897: Luis Montestruc Rubio[2]
- 1897-1900: Antonio Motos Martínez[2]
- 1900-1906: Darío Pérez García
- 1906-1916: José Valenzuela La Rosa[9]
- 1916-1932: Filomeno Mayayo Solsona[10]
- 1933-1938: Manuel Casanova Carreras
- 1938-1945: Pascual Martín Triep[11]
- 1945-1952: José Morales López
- 1952-1999: Antonio Bruned Mompeón[12]
- 2000-2008: Guillermo Fatás Cabeza[13]
- 2008-....: Mikel Iturbe Mach[14]